# Комунистичка партија Сједињених Америчких Држава
Комунистичка партија Сједињених Америчких Држава (енгл. Communist Party of the United States of America, CPUSA) је марксистичко-лењинистичка политичка партија, која делује у САД-у од 1919. године.

## Деловање
КП САД је настала од Левог крила, односно леве фракције тадашње Социјалистичке партије Америке. Као и другим комунистичким партијама у тадашњем свијету, потицај за стварање је дао успех Октобарске револуције. По том су узору први амерички комунисти настојали да копирају њен модел и да од САД створе социјалистичку државу под диктатуром пролетаријата. Реакција федералних и државних власти, односно Палмерове рације, многе су чланове КП САД натерале да од почетка 1920-их делују у илегали, односно партија је била подељена на изоловане и често фракцијским борбама завађене ћелије. Након неколико година, углавном захваљујући покровитељству Коминтерне, завађене ћелије су се након неколико година ујединиле и почеле да делују легално. Крајем 1920-их је, међутим, дошло до нових раскола, те су се из КП САД издвојиле троцкистичка и лавстоунитска фракција.
КП САД је почела да јача захваљујући Великој депресији, која је код великог броја америчких интелектуалаца довела до разочарања у капитализам. Њене редове су појачали и доследно противљење фашизму који се ширио у Европом, као и институционалном и ванинституционалном расизму који је био део америчког естаблишмента, укључујући и раднички покрет. С друге стране, КП САД је карактерисала потпуна ослоњеност на СССР и Стаљина. Чланство КП САД је из Москве примало финансијску, пропагандну и другу помоћ, а заузврат се од чланова КП САД очекивало да делују као совјетски обавештајни ресурс. Савезништво Совјетског Савеза и САД у Другом светском рату је значајно помогло даљем порасту чланства које је тада доживело врхунац. Међутим, одмах након завршетка Другог светског рата и почетка Хладног рата федералне власти, али и велики део јавности почели су да гледају на КП САД као на субверзивну или, у најбољем случају, екстремистичку и потенцијално опасну организацију. Такво расположење је битно допринело макартистичким чисткама крајем 1940-их и 1950-их које су битно смањиле чланство и релевантност КП САД.
КП САД је 1950-их додатно ослабљена процесом дестаљинизације у Совјетском Савезу, односно устанком у Мађарској, а што је многе дотада правоверне про-совјетске комунисте довело у недоумицу по питању дотадашње марксистичко-лењинистичке догме. КП САД се тим процесима није прилагодила, исто као ни бурним друштвеним превирањима 1960-их, иако је забележила својеврсну мини-ренесансу захваљујући доследном противљењу Вијетнамском рату. Тих је година, међутим, дошло до наглог старења партијског чланства, с обзиром да су се млађе генерације радикалних левичара окренуле маоизму и другим покретима Нове левице. Залагање КП САД за реални социјализам 1970-их је наставило њену политичку маргинализацију, а перестројка Михаила Горбачова довела и до раскола са дотадашњим совјетским спонзорима. У доба слома Совјетског Савеза је 1991. године и у самој КП САД дошло до великог раскола на фракцију која се залагала за промену идеолошке платформе према умеренијем демократском социјализму и фракцију верну марскизму-лењинизму. Марксисти-лењинисти су однели победу, те КП САД дан-данас делује као марксистичко-лењинистичка партија.